# Želenice
Želenice (deutsch Sellnitz) ist eine Gemeinde im Okres Most (Tschechien).

## Geschichte
Die erste Besiedlung erfolgte im Umkreis des Flusses Bílina zur Zeit der Kelten. 1307 erfolgte die erste schriftliche Erwähnung des Ortes. Am 23. September 1438 erlitten in der Schlacht bei Sellnitz die Hussiten des Verbundes von Louny und Saaz eine verheerende Niederlage. Der Hauptmann Jakoubek von Vršovic, verließ die Hussiten und wurde einer der mächtigsten Adligen in Nordböhmen.
1680 brach eine Pestepidemie aus. Die Dorfbewohner versprachen dem Heiligen Rochus inmitten des Dorfes eine Statue zu erstellen und ihn jedes Jahr zu feiern. Daraufhin soll die Pest aufgehört haben. Die Rochusstatue stand bis 1945 auf dem Dorfplatz.
Bis zur zweiten Hälfte des 19. Jahrhunderts ernährten sich die Bewohner vornehmlich von der Landwirtschaft. Später sorgten Braunkohlebergbau sowie zwei Ziegelwerke und ein Steinbruch für Wohlstand.
Bis 1945 hatte Sellnitz ca. 500 Einwohner, davon waren 80 % deutsch. Die 20 % Tschechen waren hauptsächlich als Angestellte in der Landwirtschaft und in den naheliegenden Bergwerken tätig.
Nach Ende des Zweiten Weltkrieges wurden die Deutschen auf Grundlage der Beneš-Dekrete aus dem Dorf vertrieben.

## Gemeindegliederung
Die Gemeinde Želenice besteht aus den Ortsteilen Liběšice (Liebschitz) und Želenice (Sellnitz). Das Gemeindegebiet gliedert sich in die Katastralbezirke Liběšice u Želenic und Želenice u Mostu.

## Sehenswürdigkeiten
- Kirche des heiligen Wenzel mir Pfarrei aus der zweiten Hälfte des 19. Jahrhunderts. Die ursprüngliche Kirche dem Jahre 1352 ist nicht erhalten. Die Kirche gehört zu den vom Staat geschützten Denkmälern.
- Die Steinplastik des heiligen Rochus aus dem Jahr 1760 ist nicht mehr erhalten.

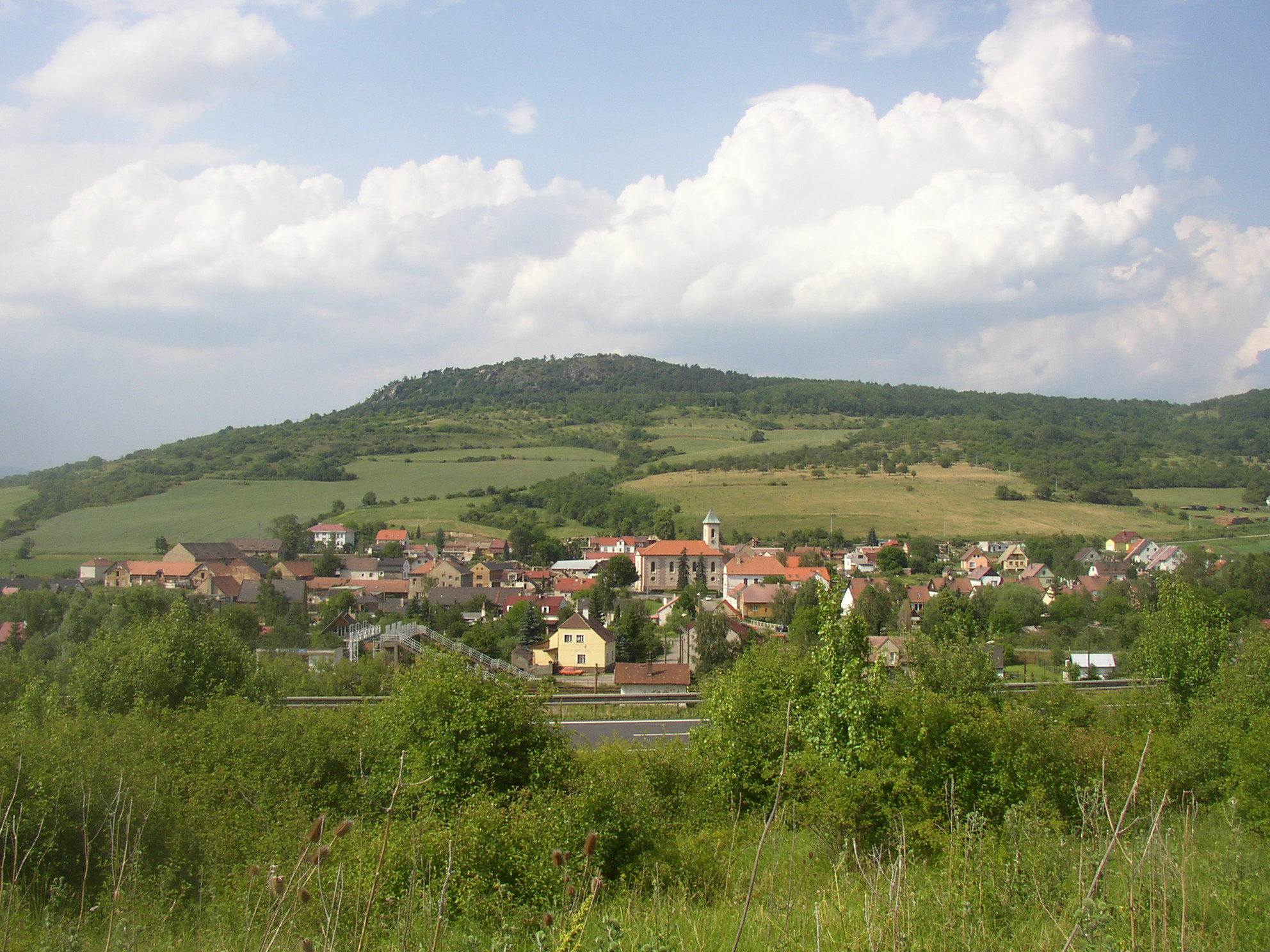
Želenice